# Jack LaLanne
Francois Henri "Jack" LaLanne (n. 26 septembrie 1914 – d. 23 ianuarie 2011) a fost un antrenor de fitness, nutriționist și gazdă TV supranumită drept „Tatăl aerobicului” și „primul supererou de fitness.” El considera că „cultura fizicului și nutriția reprezintă salvarea Americii”.
Recordmen mondial la abdomene: 1.033 în 23 minutes (o medie de 45/minut) în anul 1956 la vârsta de 42 de ani.

## Legături externe
- Site oficial
- Jack LaLanne la Internet Movie Database
- HBO Sports tribute pe YouTube